# Zeta Aquarii
Zeta Aquarii (ζ Aqr / ζ Aquarii) è un sistema stellare di magnitudine 3,65 situata nella costellazione dell'Aquario. Dista 103 anni luce dal sistema solare.
Zeta Aquarii ha il nome tradizionale di Sadaltager (o Altager), dall'arabo سعد التاجر sa‘d al-tājir "la fortuna del mercante".

## Osservazione
Si tratta di una stella situata nell'emisfero celeste boreale, ma molto in prossimità dell'equatore celeste; ciò comporta che possa essere osservata da tutte le regioni abitate della Terra senza alcuna difficoltà e che sia invisibile soltanto nelle aree più interne del continente antartico. Nell'emisfero nord invece appare circumpolare solo molto oltre il circolo polare artico. Essendo di magnitudine 3,6, la si può osservare anche dai piccoli centri urbani senza difficoltà, sebbene un cielo non eccessivamente inquinato sia maggiormente indicato per la sua individuazione.
Il periodo migliore per la sua osservazione nel cielo serale ricade nei mesi compresi fra fine agosto e dicembre; da entrambi gli emisferi il periodo di visibilità rimane indicativamente lo stesso, grazie alla posizione della stella non lontana dall'equatore celeste.

## Caratteristiche fisiche
Zeta Aquarii è una stella tripla, la cui componente principale, Zeta Aquarii A è una subgigante bianco-gialla di magnitudine 3,65, mentre B è di magnitudine 4,6 e ha all'incirca le stesse caratteristiche, tuttavia quest'ultima è a sua volta una binaria astrometrica, poiché ha una debole compagna con 0,6 volte la massa del Sole che le orbita attorno in un periodo di 26 anni e un semiasse maggiore di 10,8 UA. A e B invece ruotano attorno al comune centro di massa in circa 540 anni, su un'orbita altamente eccentrica.